# Glanzamazilie
Die Glanzamazilie (Chrysuronia versicolor, Syn.: Amazilia versicolor), gelegentlich auch Vielfarbenamazilie genannt, ist eine Vogelart aus der Familie der Kolibris (Trochilidae). Die Art hat ein großes Verbreitungsgebiet, das die Länder Brasilien, Argentinien, Paraguay, Bolivien, Peru, Kolumbien, Venezuela und Guyana umfasst. Der Bestand wird von der IUCN als „nicht gefährdet“ (Least Concern) eingeschätzt.

## Merkmale
Die Glanzamazilie erreicht bei einem Gewicht von 4 g eine Körperlänge von 9,4 cm, wobei der Schwanz 3 cm und der Schnabelrücken 2,2 cm ausmachen. Die Flügel sind je 5,2 cm lang. Die Oberseite der Glanzamazilie ist bronzegrün. Die Halsseiten und Spitzen der weißen Kehlfedern glänzen goldgrün. Die Flanken sind bronzegrün, die Bauchmitte und der Bürzel weiß. Die Unterschwanzdecken sind graugrün gefärbt mit weißlichem Saum. Die bronzegrünen Schwanzfedern sind von einer undeutlichen blauen subterminalen Binde durchzogen. Die äußeren Steuerfederpaare haben graue Spitzen. Der Oberschnabel ist schwarzbraun, der Unterschnabel fleischfarben mit schwarzer Spitze. Die Kehlfärbung variiert von geschlossenem Grün über gefleckt bis zu reinem Weiß. Weibchen sind im Allgemeinen etwas kleiner und glänzen weniger.

## Verbreitung und Lebensraum
Die Glanzamazilie kommt in Höhenlagen bis zu 1800 Metern an Waldrändern, in Galeriewäldern, Cerrados, Caatinga, Gestrüpp, Gärten, Parks und Mangroven vor.

## Verhalten
Meist sammeln mehrere Glanzamazilien zusammen an großen blühenden Bäumen wie Inga, Vochysia und Calliandra. Dabei streiten sie auch mit anderen Arten und verteidigen kleine Bereiche an relativ niedrigen Pflanzen wie Sommerflieder entlang von Buschrändern. Sie holen den Nektar von einer großen Bandbreite von Pflanzen mit Blütenstand und kleineren Blumenkronen. Sie jagen auch regelmäßig kleinere Insekten im Flug oder sammeln sie von Blättern ab.

## Lautäußerungen
Der Ruf ist extrem hoch, manchmal kaum hörbar. Er hört sich an wie ein tsif oder psi.

## Fortpflanzung
Die napfförmigen Nester sind ca. 33 mm hoch. Der Außenradius beträgt ca. 43 mm, der Innenradius ca. 22 mm bei einer Tiefe von ca. 14 mm. Das Nest baut die Glanzamazilie aus Baumwatte und Flugsamen auf einem waagerechten Ast. Es wird mit Spinnweben fest ummantelt und außen mit Flechtenstücken verkleidet. Die Brutzeit dauert von Oktober bis März. Die ca. 0,43 g schweren Eier sind ca. 14 × 9 mm groß. Die Brutdauer beträgt 14 Tage, wobei die Jungvögel nach dem Schlüpfen 23 bis 32 Tage lang Nesthocker sind.

## Unterarten
Es sind sechs Unterarten bekannt:

Verbreitungsgebiet der Glanzamazilie

- Chrysuronia versicolor millerii (Bourcier, 1847)[5] – Diese Unterart ist im Osten Kolumbiens und dem Westen Venezuelas, dem Osten Perus und dem Nordwesten Brasiliens verbreitet. Ob Peru wirklich zum Verbreitungsgebiet gehört, müssen weitere Untersuchungen erbringen, da bisher nur ein alter Bericht aus Iquitos existiert.[6]
- Chrysuronia versicolor hollandi (Todd, 1913)[7] – Die Subspezies kommt im Südosten Venezuelas und Westen Guayanas vor.
- Chrysuronia versicolor nitidifrons (Gould, 1860)[8] – Diese Subspezies kommt im Nordosten Brasiliens vor.
- Chrysuronia versicolor versicolor (Vieillot, 1818)[9] – Die Nominatform kommt im Südosten Brasiliens vor.
- Chrysuronia versicolor kubtchecki Ruschi, 1959[10] – Diese Subspezies ist im Nordosten Boliviens, im Osten Paraguays, im Südwesten Brasiliens und im äußersten Nordosten Argentiniens verbreitet.
- Chrysuronia versicolor rondoniae Ruschi, 1982[11] – Die Unterart wurde bisher nur am rechten Ufer des Rio Madeira im Norden Boliviens und dem westlichen zentralen Teil Brasiliens gesichtet.

## Etymologie und Forschungsgeschichte
Louis Pierre Vieillot publizierte die Beschreibung der Glanzamazilie unter dem Namen Trochilus versicolor. Als Fundort gab er pauschal Brasilien an. Im Jahr 1843 führte René Primevère Lesson dann den neuen Gattungsnamen Amazilia für den Goldmaskenkolibri, den Streifenschwanzkolibri, die Zimtbauchamazilie (Syn.: Ornysmia cinnamomea), den Blaukehl-Sternkolibri (Syn.: Ornymia rufula) und die Longuemare-Sonnennymphe ein. Die Glanzamazilie (Amazilia versicolor) erwähnte er nicht. Der Name stammt aus einer Novelle von Jean-François Marmontel, der in Les Incas, ou La destruction de l'empire du Pérou von einer Inkaheldin namens Amazili berichtet. Der Artname versicolor, versicoloris ist lateinisch und bedeutet „aus verschiedenen Farben, bunt“, abgeleitet von den Wörtern vertere für „wenden, drehen“ und color, coloris für „Farbe“. Nitidifrons setzt sich aus den lateinischen Wörtern nitidus, nitere für „stattlich, üppig; prangen, üppig vorhanden sein“ und frons, frontis für „Vorderkopf, Stirn“ zusammen. Rondoniae bezieht sich auf den Fundort, den Bundesstaat Rondônia. Kubtchecki ist Juscelino Kubitschek de Oliveira (1902–1976) gewidmet. Über millerii kann nur spekuliert werden, weil Bourcier keine konkrete Widmung nannte. Da er ein Manuskript von George Loddiges nutzte, könnte der Name William Miller (1796–1882) gewidmet sein, der für Loddiges einige Pflanzen illustriert hatte. Hollandi ist William Jacob Holland (1848–1932) gewidmet. Alfred Laubmann sah im Synonym Trochilus chlorobronchus Bertoni, AW, 1901  aus dem Departamento Alto Paraná den einzigen Nachweis für Paraguay. Laubmann schlug die Art der Gattung Agyrtrina Chubb, 1916 zu. Der Name hat seinen Ursprung in „chlōrós χλωρός“ für „grün“ und „bronchos βρογχος“ für „Kehle“.